# Anna Haak
Anna Haak, née le 19 septembre 1996 à Mulhouse (Haut-Rhin), est une volleyeuse internationale suédoise évoluant au poste de réceptionneuse-attaquante.
Elle mesure 1,79 m et joue pour l'équipe de Suède depuis 2015.
Lors de la saison 2020-2021, elle remporte le doublé Championnat-Coupe de France avec l'ASPTT Mulhouse.

## Biographie

### Carrière
Née à Mulhouse d’un père français originaire du Cantal et d’une mère suédoise, elle est la sœur aînée d’Isabelle Haak, élue meilleure joueuse du Championnat de France 2016-2017 sous les couleurs de Béziers. Après un titre de championne de Suède avec Engelholms VS en 2015, elle prend part au championnat universitaire américain avec Miami en Floride de 2015 à 2017 puis à l'Université Marquette à Milwaukee de 2017 à 2019 avant de revenir en France à Vandœuvre Nancy. Au bout d'une année avec le club lorrain, elle s'engage en 2020 à l'ASPTT Mulhouse. Elle déclare à son arrivée : « Je suis très heureuse d’avoir signé avec Mulhouse car c’est un super club avec d’excellentes joueuses et un très bon staff. J’ai hâte de rejoindre cette équipe ambitieuse et de viser ensemble de nouveaux objectifs ambitieux. Je suis également ravie de revenir à Mulhouse. Je suis née à Mulhouse en 1996. Avec ma famille, nous avons vécu un an à Sierentz, puis nous avons déménagé en Suède. Nous vivions à Mulhouse parce que mon père travaillait à Mulhouse et ma mère à Bâle ». En 2022, elle prolonge son contrat pour une troisième saison avec le club alsacien.

### Équipe nationale suédoise
Membre de l'équipe de Suède depuis 2015, elle remporte la Ligue d'argent européenne à deux reprises, en 2018 et 2022. L'édition 2018 où elle est également élue meilleure réceptionneuse-
attaquante par la CEV,.

## Clubs
- Vandœuvre Nancy (2019–2020)
- ASPTT Mulhouse (2020–2023)
- Cuneo Granda Volley (2023–2024)
- LOVB Austin (en) (2025–)

## Palmarès

### En sélection nationale
- Ligue d'argent européenne (2) : 
  -  Vainqueur en 2018 et 2022.

### En club

#### en Suède
- Championnat de Suède (1) :
  - Vainqueur en 2015.

- Coupe de Suède (1) :
  - Vainqueur en 2015.
  - Finaliste en 2013.

#### en France
- Championnat de France (1) :
  - Vainqueur en 2021.
  - Finaliste en 2022, 2023.

- Coupe de France (1) :
  - Vainqueur en 2021.

- Supercoupe de France (2) :
  - Vainqueur en 2021, 2022.

### Distinctions individuelles

#### en sélection
- Ligue d'argent européenne 2018 — Meilleure réceptionneuse-attaquante.